# Vandières, Meurthe-et-Moselle
Vandières là một xã của tỉnh Meurthe-et-Moselle, thuộc vùng Grand Est, đông bắc nước Pháp. Xã này nằm ở khu vực có độ cao trung bình 180 mét trên mực nước biển.
Vandières là nơi sinh của John of Gorze (mất năm 975), nhà ngoại giao.